# ستيفن سونديم
ستيفن سونديم (بالإنجليزية: Stephen Sondheim)‏ (مواليد 22 مارس 1930) هو ملحن وشاعر غنائي أمريكي، معروف بإسهاماته في المسرح الموسيقي. وهو الفائز بجائزة الأوسكار، وثماني جوائز توني بما في ذلك جائزة توني الخاصة عن مجمل أعماله في المسرح، وعدة جوائز غرامي، وجائزة بوليتزر، وجائزة لورانس اوليفييه. وصفه فرانك ريتش الكاتب الصحفي بجريدة نيويورك تايمز بأنه «الآن أكبر فنان وربما الأكثر شهرة في المسرح الموسيقي الأمريكي»، من أشهر أعماله -كملحن وكاتب غنائي- شيء مضحك حدث في الطريق إلى المنتدى، وكامبني، حماقات، وقليلاً من موسيقى الليل، وسويني تود، والأحد في الحديقة مع جورج وفي الغابة. كما كتب كلمات كلٍ من قصة الجانب الغربي والغجر.
وقد كتب سونديم بعض أغاني الأفلام، بما في ذلك فيلم وارن بيتي عام 1981م ريدز (Reds)، والذي أسهم فيه بأغنية «وداعًا الآن» (Goodbye For Now). كما أنه كتب خمس أغانٍ لفيلم عام 1990م ديك تريسي (Dick Tracy)، شملت «عاجلاً أم آجلاً (دائمًا أحصل على رجلي)» والتي فازت بالأوسكار لأفضل أغنية (Best Song).
وكان ستيفان رئيس نقابة المسرحيين من 1973م وحتى 1981م. وفي الاحتفال بعيد ميلاده الثمانين، تم إعادة تسمية مسرح هنري ميلر ليصبح مسرح ستيفن سونديم في 15 من سبتمبر 2010م، وقامت حفلات بي بي سي الراقصة بتنظيم حفلٍ موسيقيٍ تكريما له. وقال عنه كاميرون ماكينتوش (Cameron Mackintosh) بأنه «قد يكون أعظم شاعر غنائي على الإطلاق.»

## وصلات خارجية
- ستيفن سونديم على موقع IMDb (الإنجليزية)
- ستيفن سونديم على موقع الموسوعة البريطانية (الإنجليزية)
- ستيفن سونديم على موقع مونزينجر (الألمانية)
- ستيفن سونديم على موقع ميوزك برينز (الإنجليزية)
- ستيفن سونديم على موقع أول موفي (الإنجليزية)
- ستيفن سونديم على موقع قاعدة بيانات برودواي على الإنترنت (الإنجليزية)
- ستيفن سونديم على موقع قاعدة بيانات الأفلام السويدية (السويدية)
- ستيفن سونديم على موقع إن إن دي بي (الإنجليزية)
- ستيفن سونديم على موقع أول ميوزيك (الإنجليزية)
- ستيفن سونديم على موقع ديسكوغز (الإنجليزية)

| الجوائز و الإنجازات | الجوائز و الإنجازات                                    | الجوائز و الإنجازات |
| ------------------- | ------------------------------------------------------ | ------------------- |
| سبقه هارولد برنس    | جائزة توني الخاصة ‏ لإنجاز العمر في المجال المسرحي 2008 | تبعه جيري هيرمان    |